# Астрагал альпийский
Астрагал альпийский (лат. Astragalus alpinus) — вид растений рода Астрагал (Astragalus) семейства Бобовые (Fabaceae).

## Ботаническое описание
Многолетние травянистые растения, (4) 8—30 см высотой, с тонкими подземными побегами. Стебли прямостоячие, приподымающиеся или распростёртые в нижней части, 3—22 см длиной, редко и прижато мелковолосистые. Прилистники широколанцетные, в нижней части (нижние до ½) между собой сросшиеся, 3—5 мм длиной, зелёные, белоресничатые. Листья 3,5—8 (12) см длиной, черешки их очень короткие, так же как и ось, мелко и прижато рыхло-волосистые; листочки 9—12-парные, овальные, продолговато-овальные или продолговато-яйцевидные, тупые или выемчатые, (5) 7—15 мм длиной, 3—7 мм шириной, рыхло и прижато волосистые, сверху нередко почти голые.
Цветоносы равны листьям или до полутора раз длиннее их, чёрно и прижато волосистые; кисти короткие, округлые или яйцевидные, 1,5—2 см длиной, с поникающими нижними цветками; прицветники ланцетные, 1,5—2 мм длиной, немного или вдвое длиннее цветоножки, чёрноволосистые. Чашечка колокольчатая, около 5 мм длиной, прижато-чёрноволосистая, зубцы её шиловидные или ланцетно-линейные, равны трубке, немного длиннее её или до двух раз короче. Венчик голубоватый с синей лодочкой; флаг 10—13 мм длиной, пластинка его широкояйцевидная, глубоко выемчатая, в 4 раза длиннее ноготка; крылья 8—11 мм длиной, пластинки их ланцетно-продолговатые; 2—2.5 мм шириной, на верхушке тупые или закруглённые; лодочка немного длиннее и вдвое шире крыльев, почти равна флагу. Завязь на длинной, почти равной ей ножке, прижато-волосистая. Бобы на ножке в 3—3,5 см длиной, равной трубке чашечки, более или менее поникающие, полуовальные или неравнобоко-продолговатые, большей частью слегка изогнутые, 7—11 мм длиной, 2,5—4 мм шириной, на брюшке килеватые, на спинке тупо трёхгранные, перепончатые, полуприжато-чёрноволосистые, почти двугнёздные. Цветение в июне—июле; плодоношение в июле—августе.

## Распространение и экология
Субарктический и субальпийский пояс Северного полушария. По альпийским и субальпийским лугам, в горной тундре, главным образом в высокогорном поясе и в субарктической зоне, спускаясь с гор ниже верхнего лесного предела по берегам рек, по светлым лиственничным лесам и (в Средней Азии) тенистым арчевникам. В субальпийской зоне встречается по песчаным берегам и приречным лугам.

## Значение и применение
Растение высокой питательной ценности. Одно из лучших на Крайнем Севера для северного оленя (Rangifer tarandus). Крупным рогатым скотом и северным оленем (Rangifer tarandus) поедается хорошо. Большие запасы зелёной массы образует редко.